# Clemens Laurentii Gevalensis
Clemens Laurentii Gevalensis, född 1535 i Gävle, död 10 mars 1597 i Arboga, var en svensk kyrkoman och riksdagsman.

## Biografi
Clemens Laurentii Gevalensis föräldrar är okända, men man vet att han föddes 1535 i Gävle. Efter Gävle skola inskrevs han vid Uppsala universitet, och blev 1574 hovpredikant hos Johan III för att 1577 bli kyrkoherde i Vadstena.
Han var först anhängare till Johan III:s liturgi, men under åren i Vadstena ändrade han så riktning att han blev betrodd att vara en av de tolv assessorerna vid Uppsala möte 1593. Vid riksdagen i Arboga 1597 var han fullmäktig för prästerskapet i Östergötland. Under sin vistelse där avled han till följd av en oskicklig läkares ingrepp.
Han var gift med Dorothea Persdotter Grubb från Gävle som tillhörde Bureätten. Deras son Petrus Grubb var kyrkoherde i Normlösa socken och far till de båda sönerna som adlades Grubbenhielm och Grubbenfelt. Dottern Brita blev stammoder till adelsätten Törnsköld.